# Anarta snelleni
Anarta snelleni är en fjärilsart som beskrevs av Hans Rebel. Anarta snelleni ingår i släktet Anarta och familjen nattflyn. Inga underarter finns listade i Catalogue of Life.